# Verónica Martínez Barbero
Verónica Martínez Barbero, née le 2 février 1980 à Gijón, est une femme politique espagnole membre de Sumar (SMR). Elle est porte-parole de son groupe parlementaire au Congrès des députés depuis 2024.

## Vie privée
Verónica Martínez Barbero naît le 2 février 1980 à Gijón. Elle est mariée depuis 2022 avec Eduardo Magaldi, membre de l'Union générale des travailleurs (UGT).

## Études et carrière
C'est à l'université d'Oviedo que Verónica Martínez obtient sa licence en droit. Elle complète son cursus par un diplôme en administration et direction des entreprises de l'université à distance de Madrid.
Elle devient en 2006 inspectrice du Travail et de la Sécurité sociale et déménage en Galice, à Baiona, pour prendre son poste. En 2017, elle est désignée présidente du conseil galicien des Relations du travail sur recommandation unanime des partenaires sociaux, en raison de ses capacités reconnues de médiation entre patronat et syndicats. Sa nomination est formellement proposée par le conseiller à l'Emploi Francisco Conde López (es), issu du Parti populaire (PP) au pouvoir, et ratifiée par le président de la Junte Alberto Núñez Feijóo.
Parallèlement à ce parcours dans l'administration, elle commence à enseigner en 2012 à l'université de Vigo, puis à la fondation-école universitaire des Relations du travail de La Corogne à partir de 2018.

## Parcours politique
Le 28 janvier 2020, le Conseil des ministres du gouvernement Sánchez II nomme Verónica Martínez directrice générale du Travail au sein du ministère du Travail et de l'Économie sociale, dirigé par Yolanda Díaz. Selon La Voz de Galicia, Verónica Martínez avait initialement refusé la proposition de Yolanda Díaz arguant être mère d'un enfant en bas âge, mais Yolanda Díaz l'aurait rappelée en insistant sur le fait qu'un tel argument ne peut servir d'excuse pour une féministe, achevant ainsi de convaincre Verónica Martínez.
À ce poste, elle assure notamment la mise en place du chômage partiel (Expediente de Regulación Temporal de Empleo, ERTE) pendant la pandémie de Covid-19, évitant la destruction de millions d'emplois et la fermeture de milliers d'entreprises, elle met en œuvre la hausse du salaire minimum, elle participe à la rédaction de la « loi rider » qui régule le statut des livreurs à vélo et à celle de la réforme du Code du travail,.
Pour les élections générales anticipées du 23 juillet 2023, elle est investie par la coalition Sumar, conduite par Yolanda Díaz, tête de liste dans la circonscription de Pontevedra sur proposition du parti Sumar, auquel revenait cette place. Élue au Congrès des députés, elle est portée à la présidence de la commission des Droits sociaux le 28 février 2024, après que la députée Noemí Santana a dû y renoncer en raison du départ de Podemos du groupe plurinational Sumar, auquel ce poste est assigné. Elle joue un rôle-clé dans l'adoption de la proposition de loi relative à la sclérose latérale amyotrophique en assurant la mise en forme juridique du texte et en suscitant le consensus avec les acteurs associatifs concernés.
À la suite de la démission d'Íñigo Errejón en raison d'accusations de harcèlement et agression sexuelle le 25 octobre 2024, Verónica Martínez est désignée par consensus porte-parole du groupe plurinational Sumar le 6 novembre suivant. Elle prend ses fonctions huit jours plus tard. Sa désignation suppose une évolution profonde du poste de porte-parole parlementaire de Sumar, car elle présente un profil éminemment technique, éloigné des logiques partisanes et se trouve peu connue du grand public, alors qu'Íñigo Errejón était présent depuis longtemps au premier plan de la scène politique.